# كلية بارد
كلية بارد (بالإنجليزية: Bard College)‏ هي كلية فنون حرة خاصة في الولايات المتحدة تأسست سنة 1860. مقرها في مدينة نيويورك. يطل الحرم الجامعي على نهر هدسون وجبال كاتسكيل، ويقع ضمن منطقة نهر هدسون التاريخية، ويعتبر معلم تاريخي وطني في الولايات المتحدة.

## أعلام
- أنتوني هيشت
- فيليب روث

## وصلات خارجية
- الموقع الرسمي